# SMK
SMK (per Sergei Mironovich Kirov, un oficial del partit assassinat) era un prototip d'un vehicle armat desenvolupat per la Unió Soviètica, abans de la Segona Guerra Mundial. El SMK va ser reconegut erròniament pels alemanys com el T-35 C.
Nomes es va construir un prototip després d'una presentació que no va tenir gaire fama, i quasi no es va utilitzar en la guerra amb Finlandia, i finalment, el projecte va ser cancel·lat.

## Disseny i desenvolupament
El SMK va ser un dels prototips que es va crear per retirar el car tanc pesat multitorreta T-35. El equip de disseny, sota les ordres de Josef Kotin a la planta de treballs Kirov a Leningrad van desenvolupar el tanc.
Després de la Guerra Civil Russa, els soviètics van veure que necessitaven un tanc amb un canó mes gran, i amb menys torretes que el T-35, i que els canons de 45mm anti tanc, i els de 75mm d'artilleria no eren suficient.
En reunions el 1938, es van reduir el nombre de torretes dels tancs multitorretes, i es va canviar la barra de torsió. A part del SMK multitorreta, es va crear un SMK d'una torrreta, i Stalin el va anomenar KV, i es van començar a produir dos prototips del KV.
El armament del SMK consistia en un canó curt de 76,2 mm i un altre canó en una torreta més avançada de 45 mm.

## Historial de servei
El SMK, els dos protitips de KV-1 i els altres dos prototips de T-100, van ser testats abans de ser utilitzats a la batalla de Summa, durant la guerra d'hivern contra Finlandia. Els vehicles es van utilitzar en la companyia 91 de la 20 brigada de tancs pesats. La unitat estava sota les ordres del fill del comissari de defensa. Després que l'immobilitzés una mina, el vehicle va ser abandonat, i no va ser recuperat fins després de 2 mesos.
El disseny del KV, va provar ser superior en la majoria d'aspectes, i va ser acceptat.